# Psittacanthus cucullaris
Psittacanthus cucullaris är en tvåhjärtbladig växtart som först beskrevs av Jean-Baptiste de Lamarck, och fick sitt nu gällande namn av George Don jr. Psittacanthus cucullaris ingår i släktet Psittacanthus och familjen Loranthaceae. Inga underarter finns listade i Catalogue of Life.